# Eline Thorp
Eline Thorp (* 1993) ist eine norwegische Sängerin und Songwriterin.

## Leben
Thorp stammt aus der nordnorwegischen Kommune Hamarøy. Sie begann im Jahr 2009 eigene Lieder zu schreiben und im Jahr darauf eigene Lieder zu produzieren. Ihren musikalischen Durchbruch erlebte sie im Jahr 2011 im Alter von 17 Jahren. Sie wurde Ukas Urørt, ein vom Radiosender NRK P3 wöchentlich an Newcomer vergebener Titel. Im selben Jahr trat sie als Supporting Act für die Band Kråkesølv auf. Sie spielte bei Festivals wie Bylarm, Hovefestivalen und dem Slottsfjellfestivalen.
Im Jahr 2014 gab Thorp ihr Debütalbum Mirror’s Edge heraus. Von der Zeitung Verdens Gang wurde Thorp als „starke neue Stimme im norwegischen Pop“ bezeichnet. In dieser Zeit verstärkten sich laut Thorp ihre Angst vor und während Auftritten. Nach einer Tour im Herbst 2014 legte sie deshalb eine Pause ein, die ursprünglich nur ein halbes Jahr dauern sollte, schließlich aber rund acht Jahre andauerte. Thorp begann während dieser Pause zu studieren und sie schloss ein Masterstudium in Gesellschaft und Religion sowie eine Ausbildung zur Lehrerin ab.
Im Jahr 2023 gab sie ihr Comeback. Sie nahm mit dem Lied Not Meant to Be am Melodi Grand Prix 2023, dem norwegischen Vorentscheid für den Eurovision Song Contest, teil. Dort konnte sie sich im dritten Halbfinale für das MGP-Finale qualifizieren, wo sie den sechsten Platz erreichte.

## Diskografie

### Alben
- 2014: Mirror’s Edge

### Singles
- 2013: The Game
- 2014: Winter Dust
- 2014: Violence Done Well
- 2023: Not Meant to Be